# Love Hard
Love Hard là một bộ phim hài lãng mạn năm 2021 của Mỹ do Hernán Jiménez đạo diễn, Danny Mackey và Rebecca Ewing biên kịch. Bộ phim có sự tham gia của Nina Dobrev,  Jimmy O. Yang và Darren Barnet, kể về một phụ nữ trẻ đến thăm nhà người yêu qua mạng vào dịp Giáng sinh và phát hiện ra mình bị lừa.
Love Hard do Wonderland Sound and Vision sản xuất, và được quay tại Vancouver từ tháng 10 đến tháng 11 năm 2020. Bộ phim được Netflix phát hành vào ngày 5 tháng 11 năm 2021.

## Nội dung
Natalie Bauer là một nhà văn chuyên mục tình yêu ở Los Angeles, thường xuyên tường thuật lại những cuộc hẹn hò thảm họa mà cô có được thông qua một ứng dụng hẹn hò. Sau khi mở rộng phạm vi tìm kiếm, Natalie kết đôi với một người đàn ông tên là Josh Lin và hình thành mối liên hệ bền chặt với anh này qua nhiều cuộc điện thoại dài. Natalie quyết định đi du lịch tới quê nhà Josh Lin ở Lake Placid, New York, để gây bất ngờ cho anh vào dịp Giáng sinh, quả quyết với sếp rằng đây sẽ là dấu chấm hết cho chuỗi bài thảm họa hẹn hò của cô. Tuy nhiên, Natalie sớm phát hiện ra rằng Josh Lin là một kẻ lừa tình, dùng hình ảnh của một người đàn ông khác trên trang hồ sơ hẹn hò. Natlie nguôi giận khi biết được Tag Abbott, người mà Josh ăn cắp ảnh, cũng tình cờ sống gần nhà Josh. Josh, bạn cũ của Tag, đề nghị giúp Natalie làm quen với Tag nếu cô giả làm bạn gái anh trong kỳ nghỉ. Natalie đồng ý và ở lại với gia đình họ Lin.
Josh hẹn Tag đến gặp Natalie và giới thiệu cô là em họ mình. Natalie nói dối về sở thích văn học Thoreau và leo núi hòng gây ấn tượng với Tag. Tag mời Natalie đi leo núi nhân tạo. Nhờ Josh giúp đỡ mà Natalie chinh phục được vách núi và che dấu được chứng sợ độ cao. Từ đây, Tag bắt đầu có cảm tình với Natalie và hẹn cô đi chơi riêng tư.
Natalie gặp Owen, anh trai ruột thành đạt của Josh, người luôn muốn thu hút sự chú ý từ các thành viên gia đình họ Lin. Khi Natalie và Josh được tán dương vì màn song ca trong lễ mừng Giáng sinh, Owen ghen tị và thông báo việc vợ mình có thai. Nỗ lực để giành lại sự chú ý, Josh bất ngờ cầu hôn Natalie và cô miễn cưỡng đồng ý. Josh trấn an Natalie rằng anh sẽ nói với gia đình là hai người không hợp nhau và chia tay vào cuối kỳ nghỉ. Natalie khám phá sở thích làm nến sáp của Josh, anh bắt đầu hồi tưởng về mùi hương của người ông nội đã khuất. Natalie khuyến khích Josh nên kinh doanh nến sáp.
Tin đính hôn của Josh và Natalie lan truyền trên tờ báo địa phương, khiến cả hai phải dành cả buổi sáng đi ăn trộm báo khắp thị trấn để Tag không nhìn thấy. Natalie xem qua hồ sơ ứng dụng hẹn hò thật của Josh rồi khuyên anh ấy hãy tự tin hơn và dùng những bức ảnh làm nổi bật ưu điểm ngoại hình. Khi Natalie, vốn là người ăn chay, chuẩn bị đi ăn tại một nhà hàng bít tết nhân buổi hẹn hò với Tag, Josh cay đắng nói với Natalie rằng cô không nên nói dối hoặc làm tổn hại đến niềm tin của chính mình dành cho Tag. Cả hai bắt đầu cãi nhau khi Natalie nhắc cho Josh nhớ rằng cô tới thị trấn cũng chỉ vì lời nói dối của anh. Khi Natalie và Tag rời nhà hàng, Tag thừa nhận mình đã ngừng ăn mừng Giáng sinh từ lâu. Natalie sau đó ngộ ra rằng Tag không phải người đàn ông cô hằng mong ước và nhận nụ hôn đầy khiên cưỡng của Tag.
Gia đình họ Lin tổ chức cho Josh và Natalie một bữa tiệc đính hôn bất ngờ tại nhà hàng bít tết mà bố mẹ Tag làm chủ. Tag giới thiệu bạn gái Natalie với bố mẹ. Sếp của Natalie đến và kể cho Owen nghe về chuyên mục hẹn hò của Natalie. Owen tiết lộ với Josh rằng Natalie chỉ đến thị trấn để lấy chất liệu cho câu chuyện tiếp theo. Natalie đành công khai hết sự thật với mọi người trong bữa tiệc, khiến Tag tức giận bỏ đi. Được Natalie động viên, Josh bộc bạch với cha rằng anh không còn muốn điều hành cửa hàng gia đình nữa và muốn được kinh doanh nến sáp.
Trằn trọc tại nhà nghỉ qua đêm trước chuyến bay buổi sáng, Natalie nhìn thấy hồ sơ mới của Josh trên ứng dụng hẹn hò. Cô nhận ra mình đang yêu Josh và quay trở lại nhà anh để tỏ tình. Josh đồng ý và hai người trao cho nhau nụ hôn.

## Diễn viên
- Nina Dobrev trong vai Natalie Bauer
- Jimmy O. Yang trong vai Josh Lin
- Darren Barnet trong vai Tag
- Harry Shum Jr. trong vai Owen Lin
- Althea Kaye trong vai Bà nội June Lin
- James Saito trong vai Bob Lin
- Rebecca Staab trong vai Barb Lin
- Matty Finochio trong vai Lee
- Heather McMahan trong vai Kerry
- Mikaela Hoover trong vai Chelsea Lin
- Sean Depner trong vai Chip

## Sản xuất
Tháng 8 năm 2019, có thông báo rằng Netflix đã mua lại kịch bản phim hài lãng mạn Love Hard của Danny Mackey và Rebecca Ewing, được mô tả là "Sự kết hợp giữa When Harry Met Sally... với Roxanne". McG và Mary Viola sẵn sàng sản xuất bộ phim thông qua công ty Wonderland Sound and Vision của họ.
Tháng 8 năm 2020, có thông báo rằng Hernán Jiménez sẽ đạo diễn bộ phim và Nina Dobrev, Jimmy O. Yang, Charles Melton sẽ đóng chính. Tháng 10 năm 2020, do vướng lịch trình quay bộ phim truyền hình Riverdale, Melton được thay thế bằng Darren Barnet. Harry Shum Jr., James Saito, Mikaela Hoover và Heather McMahan là những cái tên mới bổ sung vào dàn diễn viên. 
Quá trình quay phim diễn ra tại Vancouver, British Columbia, Canada, từ ngày 9 tháng 10 đến ngày 21 tháng 11 năm 2020.

## Phát hành
Bộ phim được Netflix phát hành vào ngày 5 tháng 11 năm 2021.

## Phản hồi
Trên trang tổng hợp đánh giá Rotten Tomatoes, bộ phim giữ mức đánh giá tích cực 54% dựa trên 26 bài phê bình, với điểm đánh giá trung bình là 5,9/10. Trên Metacritic, bộ phim có điểm bình quân gia quyền là 42/100, dựa trên đánh giá của tám nhà phê bình, xếp vào dạng "có đánh giá trái chiều hoặc bình bình".